# تور بالابر

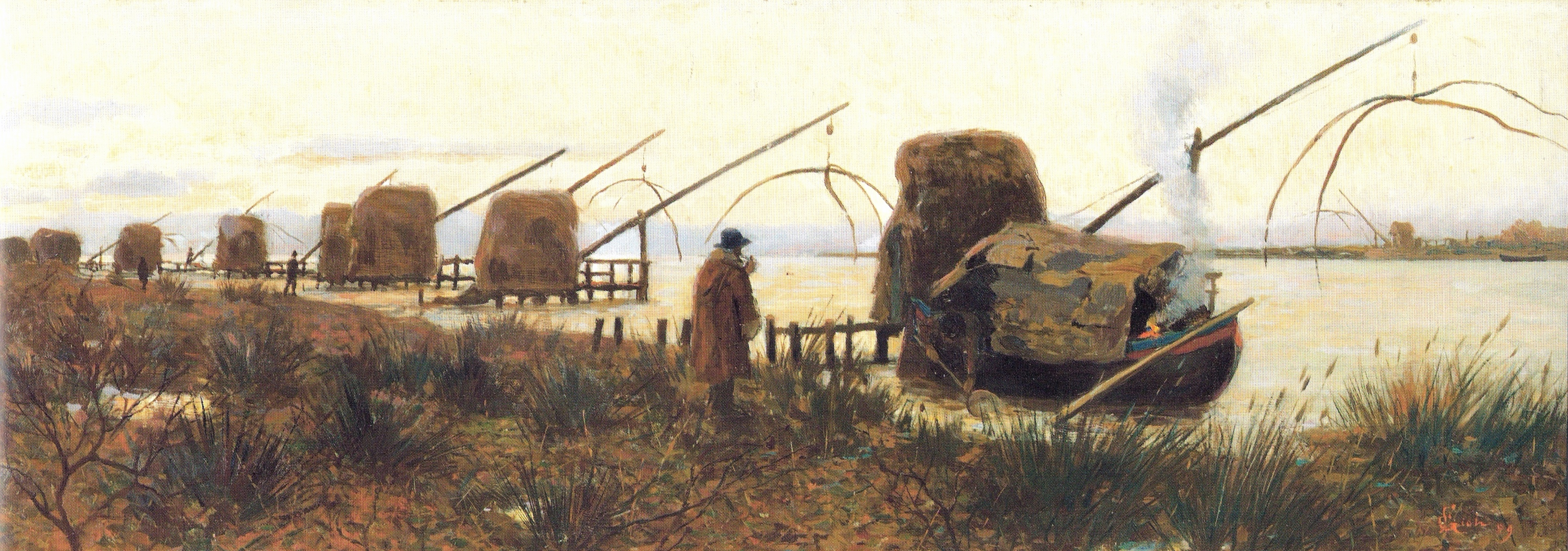
تورهای بالابر سنتی ساحلی بوکا د آرنو، ایتالیا در یک نقاشی.

تورهای بالابر که به آن‌ها تورهای اهرمی نیز گفته می‌شود، نوعی آلت ماهی‌گیری با استفاده از تورهایی است که تا عمق خاصی غوطه‌ور می‌شوند و سپس به صورت عمودی از آب خارج می‌گردند. تورها می‌توانند مسطح باشند یا به شکل کیسه، مستطیل، هرم یا مخروط ساخته شوند. از تورهای بالابر می‌توان با دست، قایق یا ساحل استفاده کرد. آن‌ها معمولاً از طعمه یا منبع نور به عنوان جاذب ماهی استفاده می‌کنند.

## انواع

### تورهای بالابر دستی قابل حمل
تورهای بالابر دستی سیار، تورهای بالابر کوچکی هستند که به صورت دستی کار می‌کنند. آن‌ها معمولاً یک قاب صلب دارند که به یک تیر بلند متصل است. این تورها در درجه اول برای صید ماهی و سخت‌پوستان استفاده می‌شوند و می‌توانند درست در زیر سطح آب یا نزدیک به ته آب غوطه‌ور شوند. شخصی که از تورهای بالابر دستی استفاده می‌کند معمولاً آن را از ساحل، روی پل‌ها و از دیواره‌های بندر آویزان می‌کند.
- Hand lift net operated by a man on a bridge over Nandu River, Hainan, China
- Portable hand lift net, operated in flooded irrigation ditches in Kebumen, Central Java, Indonesia
- دو زن ماهی‌گیر اهل نپال، در حال گذر از مزارع گندم با تورهای بالابر اهرمی بر روی دوش‌شان
- Woman with a square hand lift net in the Mekong River Thailand
- A balance, a baited lift net for catching shrimp in France

### تورهای بالابر ثابت در ساحل
تورهای بالابر ثابت از تور بالابر دستی بزرگتر هستند و به‌طور معمول به یک سازه ساحلی متصل می‌شوند. بلند کردن تورها ممکن است با استفاده از وزنه‌هایی انجام شود، یا ممکن است از وینچهای مکانیزه استفاده شود. طعمه یا یک منبع نور قوی در وسط تور قرار می‌گیرد. به‌طور معمول این نوع تور در نزدیکی سواحل یا حاشیه رودخانه قرار می‌گیرد.
- A daubel, a winch-operated lift net in Morava River, Austria
- Cheena vala  ("Chinese fishing nets") in Kerala, India
- Padellone (or bilancione) lift nets in Comacchio, Ferrara, Italy
- Carrelets in Sallertaine, Pays de la Loire, France
- Dhormo/Bheshal jal lift nets in Bangladesh
- Lift Net (Bhesal Jal) in Bangladesh River or Canals

### تورهای بالابر در قایق
تورهای بالابر قایقی، بالابرهایی هستند که از درون قایق هدایت می‌شوند. این نوع را می‌توان با دست یا وینچ مکانیکی بلند کرد. آن‌ها معمولاً از چند قطب بلند متصل به یک طرف قایق یا اطراف قایق استفاده می‌کنند. در این روش هم از طعمه یا منبع نور قوی برای جذب ماهی استفاده می‌شود.
- Salambaw lift net rafts beside Pasig River Light, Manila, Philippines (c. 1900-1902)
- A small rowboat with an attached lift net in Norrström, Stockholm, Sweden
- Fishing boat with a winch-operated lift net in Quiberon, France
- Boats fishing for saithe with a lift net along the Norwegian coast in a drawing by Lauritz Haaland (1900)
- A basnigan from the Philippines with lift nets deployed